# Grigorij Osipovič Zasekin
Kníže Grigorij Osifovič (po změně normy Osipovič) Zasekin, s přezdívkou Zubok (rusky князь Григóрий Óсифович (после смены нормы Óсипович) Засéкин, по прозвищу Зубок) (asi 1550 – 1592) byl ruský státník, který se podílel na rozvoji ruského Povolží, první vojevoda a zakladatel pevnostních měst – Samary, Perevoloky (dnešní Volgograd) a Saratova.

## Rodina
Zasekinové jsou odnoží rodu Jaroslavských knížat – Zasekinů. Vlastnili pozemky v severozápadním Rusku a na území bývalé Novgorodské republiky. Zasekinův prapradědeček – Davyd Ivanovič Zasekin, vlastnil město Romanov, které později prodal manželce moskevského knížete Vasilije Temného. Jeho potomci později získali pozemky v Dmitrovském újezdu. V popisech Dmitrova ze 16. století se tak tato půda uvádí jako "starověké ... léno" knížat Zasekinů.
Zasekinův otec – Osif(p) Vasiljevič Zasekin, byl na tehdejší poměry velmi chudý šlechtic. V jeho přídělu bylo jen asi 8 zpustlých vesnic a 5 rolníků. Není známo, jak přežival Osif. V hodnostních knihách se se jménem Osifa Zasekina nesetkáme, to říká, že byl propuštěn ze služby, z nějakých důvodů.
Mnoho Zasekinů sloužilo pod Simeonem Bekbulatovičem, apanážním tverským knížetem. Zasekinové zastávali takové funkce jako "u saadaka", u druhého "saadaka", "u štítu", "u kopí" atd. Tito Zasekinové se usadili na území Bežeckého okresu.
O Zasekinově soukromém životě a jeho případných dětech nejsou žádné informace.

## Biografie
Přesné datum narození Grigorije Zasekina není známo. Podle tehdejších zákonů se musel Zasekin poprvé dostavit na shromáždění šlechticů a dětí ve věku 15 let, aby byla zjištěna jeho vhodnost a pak následně zapsán do "noviků". Do 20–25 let sloužil voják ze šlechtické rodiny do "hlavy" (náčelníku jednotky). První zmínka o Grigoriji Zasekinovi jako o "oblehací hlavě" v hodnostních knihách je datována počátkem 70. let. Obecně se tedy přijímá, že se narodil přibližně na konci 40. nebo na začátku 50. let 16. století. V prvních záznamech o službě se Grigorij Zasekin vyskytuje pod přezdívkou Zubok. Tato přezdívka se přisuzuje možnému tělesnému postižení Zasekina.
Zasekinovy první akce, jako vojenského čela, jsou spojeny s Rusko-švédskou válkou v letech 1570–1595. Spolu se svým bratrancem Ivanem Andrejevičem Zasekinem-Solncevym sloužili v pevnosti Korela. Pod vedením vojvody Vasilije Kobylina porazili v letech 1574 a 1575 švédské vojsko. Po změně moci byli Zasekin a Zasekin-Solncev v roce 1577 převeleni s povýšením do pevnosti Orešek.
V roce 1577 se zúčastnil Livonské války, kde vedl mnoho drobných potyček a malých obléhání. Tam dostali za úkol "vyrazit na tažení". Ruští vojvodové byli přidělavani do nově obsazených zemí a na podzim 1577 byli Zasekin a Zasekin-Solncev na krátkou dobu jmenováni mladšími vojevody v pevnosti Trikaten.
Později, po livonské válce, se Zasekin a Zasekin-Solncev zúčastnili průzkumného tažení přes řeku Dvinu, které vedl M. A. Beznin. Začátek vojenských operací byl úspěšný a Grigorij Zasekin byl poslán s osobní zprávou k carovi Ivanu Hroznému o vítězství, za což dostal odměnu "zlatou kopějku". Po porážce ruských vojsk u Polocka se však jeho oddíl vrátil do Ruska.
Poté byl Grigorij Osifovič převelen k pohraniční službě k "polskoj ukrajne", kde musel najít společný jazyk s kozáci. V roce 1580 se stal mladším vojevodou předsunutého pluku v Kaluze pod vedením knížete V. J. Golicyna. Později se Zasekin stal druhým vojvodou strážního pluku pod velením knížete V. M. Lobanova-Rostovského v Kolomně. V roce 1581 byl Zasekin převelen do Michajlova, opevněného obranného bodu na vysokém břehu řeky Proňy, kde působil až do jara 1582.
V roce 1583 byl převelen do "Divokého pole", ve Volžský kraj, a jmenován vojevodou Alatyru, pevnosti na soutoku řek Sura a Alatyrka.
Tato území byla pro Ruský stat poměrně nová a byla různorodě osídlena, což vedlo ke konfliktům, které musel nově jmenovaný vojevůdce řešit při organizování pohraniční služby. Doba jeho jmenování do Alatyrky se shodovala s "čeremijským" povstáním, na jehož potlačení se podílel.
Stanici vyslané Zasekinem kontroloval nejen okolí Alatyru, ale vydaly se i k Volze, pod Samarskou louku a Uvek, poblíž dnešního Saratova.
Není zcela jasné, kde Zasekin v roce 1585 velel. Obecně lze usuzovat, že zůstal v Alatyru, ale existují zmínky o Zasekinovi jako vojvodovi ve Svijažsku. Za službu v Alatyru dostal Zasekin následně dědičné pozemky v Arzamaském okrese.
V roce 1585 tak měl Zasekin jako alatyrský vojevoda pod kontrolou celý pravý břeh řeky Volhy až po ústí řeky Terešky. Takový vliv na Volze učinil z knížete poměrně významnou osobnost. V roce 1586 Grigorij Osifovič podle "ediktu" vybudoval na soutoku řek Samary a Volhy Samarskou pevnost. Podílel se zde na pacifikaci a zlepšení vztahů s Volžskými a Jatskými kozáci, stejně jako na zlepšení loajality Nogajců, zajišťování jejich vyslaneckých misí a ochraně volžské obchodní cesty.
V letech 1587–1589 nejsou o Zasekinově činnosti žádné konkrétní záznamy. Jeho jméno se v dokumentech znovu objevuje až v létě 1589. Tehdy Zasekin vybudoval druhou pevnost, a to v důležité oblasti mezi Donem a Volhou, Perevoloky(místo vleku lodí z Donu do Volhy a zpět), později nazývané Caricyn. V Caricynu byli do služby přiděleni Zasekinovi spolubojovníci Ivan Afanasjevič Naščokin a Roman Vasiljevič Alferjev, s nímž měli místní spor:
| „ | Vzhledem k tomu, že se nesluší, aby byl menší než kníže Z., hledal na něm Alfer'ev "otčinu" (15. dubna téhož roku) a kníže Zasekin podal proti Alfer'evovi žádost v jeho nemilosti. Bojar kníže Nikita Romanovič Trubetskoj a úředník Sapun Avramov je soudili a rozhodli se: knížete Z. postavit před soud a Alfer'eva obvinit a dát jako hlavu knížeti Z. Carův dopis z 23. května 1589 ke Z., v carské listině adresované Z. se mimo jiné uvádí: "A Roman Alfer'ev, nejen s vámi, ale i s mladšími z jeho rodu, aby byli ve službě na Perevoloce, s vámi v soudruzích". ... V roce 1590 Romanův syn Semjon Romanovič Alfer'ev obnovil svou stížnost na knížete Zasekina, přičemž zřejmě předložil odkazy, které původně neexistovaly. Car si seznam vyslechl, propustil Romana z nemilosti a nařídil mu, aby mu předal nezákonný stížný list na knížete Zasekina. | “ |
| — Zákony I., I. - Doplněk k zákonům. Hist., I. - Synb. Sb. Viv., XIV. - R. I. B., II. - Karamzin, "Dějiny ruského státu", (překlad do češtiny ayutukov) | |   |

V roce 1590 byl kníže opět povolán do války se Švédy a zúčastnil se obléhání Narvy. Po svém návratu postavil svou třetí pevnost – Saratov, odkud take "posilal ... na pronásledování loupeživých atamanů a kozáků".
V roce 1591 se kníže Zasekin vydal na krajní jih ruského státu. Místem jeho služby byla pevnost Terki při ústí řeky Sunže (nyní Kizljarský okres Dagestánu). Tam, v roce 1591 na řece Terek pomáhal gruzínskému králi Alexandrovi II proti Šamchalu s několika vojevodi. S podporou kabardských knížat "se svým vojskem... bojovali a dobyli město" (narážka na opevněný bod Enderi, který rusové nazývali Andrejova vesnice; na rozkaz Zasekina byl vypálen). To je poslední známý fakt ze životopisu Grigorije Osipoviče.
V obsáhlém vydání Razrjadných matrik se uvádí, že "kníže Grigorij Zasekin zemřel ve stém roce", tj. v roce 7100 (1592).